# Мартышев, Феодосий Георгиевич
Феодосий Георгиевич Мартышев (02(15).11.1898 — 21.07.1975) — российский учёный-рыбовод. В 1945—1975 заведующий кафедрой прудового рыбоводства ТСХА.
Родился в с. Добрынь Бельского уезда Седлецкой губернии в крестьянской семье. Учился в Туркестанском государственном университете, в 1926 окончил факультет рыбоводства Тимирязевской с.-х. академии.
Участник гражданской войны (1918—1920 гг.)
Работал заведующим рыбопромышленным техникумом в Астрахани. Руководил преобразованием техникума во ВТУЗ (1930) и был его первым директором.
Один из организаторов и первый директор Всероссийского научно-исследовательского института прудового рыбного хозяйства (ВНИИПРХ), где проработал 3 года. Затем был директором Московского института рыбного хозяйства и промышленности.
С конца 1930-х годов начальник Главного управления учебными заведениями Наркомата рыбной промышленности. Одновременно занимался преподавательской деятельностью в Мосрыбвтузе и вел курс прудового рыбоводства в ТСХА. При его участии в ТСХА в 1945 году была образована кафедра прудового рыбоводства и он 30 лет ею заведовал.
Также Ф. Г. Мартышев был инициатором создания и первым директором Московской рыбоводно-мелиоративной опытной станции (1946).
Участник Гражданской и Великой Отечественной войн. С июня 1941 г. служил военным комиссаром части и зам. начальника штаба противовоздушной обороны Москвы.
Доктор сельскохозяйственных наук, профессор, заслуженный деятель науки РСФСР.
Награждён орденами Красной Звезды, Трудового Красного Знамени, двумя орденами «Знак Почета»,
медалями.
Автор монографии по рыбоводству на торфяных карьерах и возрастному подбору в карповодстве. Его учебник для вузов «Прудовое рыбоводство» выдержал несколько изданий и был переведен на ряд иностранных языков.
Умер 21 июля 1975 года после непродолжительной тяжелой болезни.